# Gornji Orah
Gornji Orah (en serbe cyrillique : Горњи Орах) est un village de Serbie situé dans la municipalité de Vlasotince, district de Jablanica. Au recensement de 2011, il comptait 240 habitants.

## Démographie
| 1948 | 1953 | 1961 | 1971 | 1981 | 1991 | 2002 | 2011 |
| ---- | ---- | ---- | ---- | ---- | ---- | ---- | ---- |
| 684  | 747  | 797  | 720  | 600  | 436  | 330  | 240  |

|  |